# Syntherata janetta
Syntherata janetta este o specie de molie din familia Saturniidae. Este întâlnită în Noua Guinee și în partea nordică a Australiei, dar și mai la sud până la Newcastle.

## Descriere

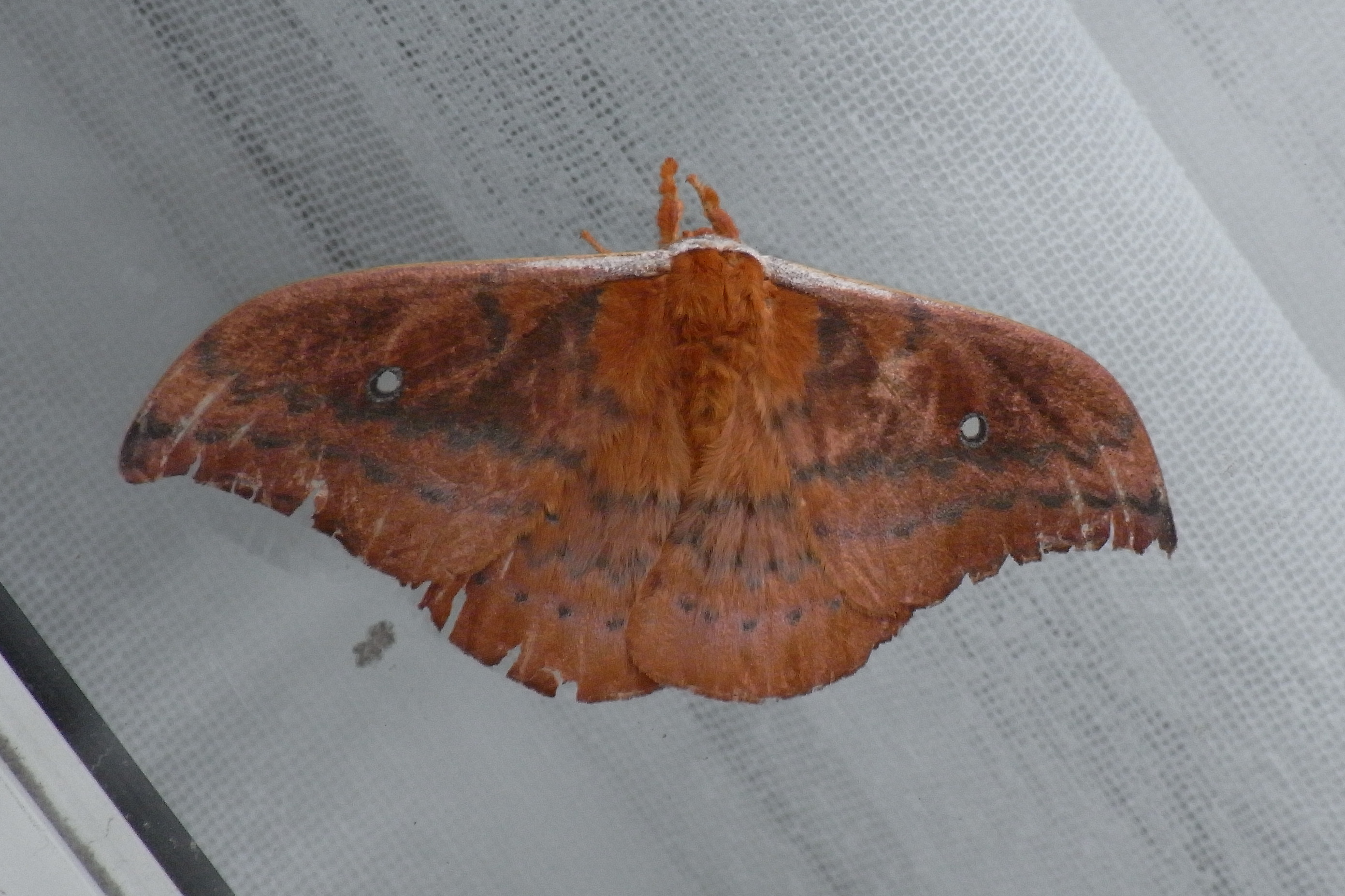
Syntherata janetta pe un geam în Australia

Anvergura este de aproximativ 120-140 mm.
Larvele au ca principală sursă de hrană specile Euodia elleryana, Geijera salicifolia, Glochidion ferdinandi, Petalostigma quadriloculare, Aegiceras, Ceriops, Timonius rumphii și  Podocarpus spinulosus.